# Daniel R. Schwartz

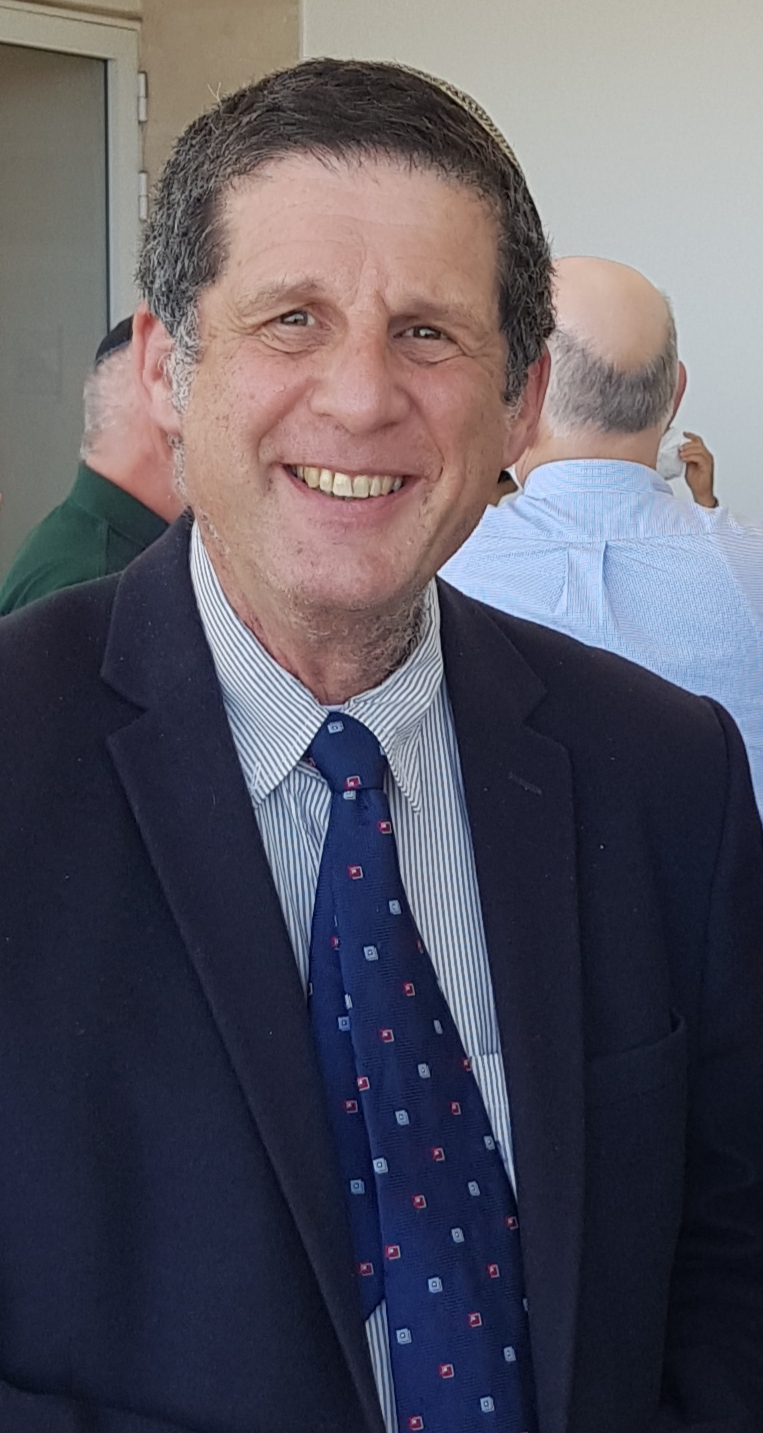
Daniel R. Schwartz

Daniel R. Schwartz (* 1952 in Syracuse (New York); hebräisch: דניאל שוורץ) ist ein israelisch-US-amerikanischer Professor für Jüdische Geschichte an der Hebräischen Universität Jerusalem. 2011 wurde er zum wissenschaftlichen Leiter des Mandel Scholion Forschungszentrums für interdisziplinäre jüdische Studien berufen. Seit 2014 hat er zudem die Herbst-Family-Professur des Israel Institute for Advanced Studies (IIAS) inne.

## Leben und Wirken
Daniel Schwartz studierte am Baltimore Hebrew College und an der Maryland University, ehe er 1971 nach Israel auswanderte. Von 1971 bis 1980 studierte er Jüdische Geschichte an der Hebräischen Universität Jerusalem und wurde mit der Dissertation zum Thema  Priesthood, Temple, Sacrifices. Opposition and Spiritualization in the Late Second Temple Period promoviert. Von 1977 bis 1979 war Schwartz wissenschaftlicher Mitarbeiter der National Archives and Records Administration in Washington, D.C. sowie der Research Foundation for Jewish Immigration in New York. 1995 wurde er ordentlicher Professor. Für das Buch Agrippa I erhielt Schwartz 1988 den Arnold-Wischnitzer-Preis. Er war Mitglied des Komitees für den Jizchak-Ben-Zwi-Preis des Yad-Jizchak-Ben-Zwi-Instituts.

### Vermächtnis von Menahem Stern
Nach der Ermordung von Menahem Stern im Jahr 1989 wurde Schwartz beauftragt, verschiedene Entwürfe und Fragmente zu bearbeiten, die Stern gerade verfasst hatte und die Teil eines mehrbändigen Überblicks über die jüdische Geschichte in der Zeit des Zweiten Tempels sein sollten. Das Ergebnis wurde 1995 als Hasmonean Judea in the Hellenistic World: Chapters in Political History veröffentlicht.

### Forschungsschwerpunkte
Schwartz forscht zu den Themen Jüdische Geschichte, Geschichtsschreibung der Zeit des Zweiten Tempels, Geschichte des Judentums und Einfluss des Hellenismus. Sein Zweites Buch der Makkabäer, eine kommentierte Übersetzung ins Hebräische, wurde 2004 veröffentlicht, gefolgt von einer Übersetzung ins Englische im Jahr 2008.

## Auszeichnungen
- Arnold-Wischnitzer-Preis (1988)
- Féher-Preis (1992)
- Humboldt-Preis (2002)
- Yad-Yitzhaq-Ben-Zvi-Preis (2005)

## Veröffentlichungen (Auswahl)
- Second Book of Maccabees (hebräisch 2004 / englisch 2008). Berlin u. a.: de Gruyter, 2008. ISBN 978-3-11-019118-9 doi:10.1515/9783110211207.fm
- Josephus’s Vita (2007)
- Agrippa I: The Last King of Judaea (hebräisch 1987 / englisch 1990)
- Reading the First Century: On Reading Josephus and Studying Jewish History of the First Century (= Wissenschaftliche Untersuchungen zum Neuen Testament 300). Tübingen: Mohr Siebeck, 2013. ISBN 978-3-16-152187-4
- Judeans and Jews: Four Faces of Dichotomy in Ancient Jewish History. Toronto u. a.: University of Toronto Press, 2014. ISBN 978-1-4426-4839-5
- Between Jewish Posen and Scholarly Berlin: The Life and Letters of Philipp Jaffé. Berlin, Boston: de Gruyter, 2017. ISBN 978-3-11-048460-1
- 1 Maccabees. A New Translation with Introduction and Commentary. Yale University Press, New Heaven/London 2022, ISBN 978-0-300-15993-6.